# José da Costa Torres
José da Costa Torres (Setúbal, 11 de agosto de 1741— Braga, 25 de Agosto de 1813), foi arcebispo de Braga de 1806 a 1813.
Foi bispo do Funchal de 1784 a 1796 e bispo de Elvas de 1796 a 1806.